# Holographis velutifolia
Holographis velutifolia là một loài thực vật có hoa trong họ Ô rô. Loài này được (House) T.F.Daniel mô tả khoa học đầu tiên năm 1998.